# Karl Verner
Karl Verner (Aarhus, 7 de març de 1846 - Copenhaguen, 5 de novembre de 1896) fou un lingüista danès, professor de la Universitat de Copenhaguen, conegut per formular la llei de Verner, anomenada així en honor seu i publicada el 1877, que explica alguns dels canvis fonètics de les llengües germàniques que restaven inexplicats per la Llei de Grimm.

## Vida
Verner va néixer i es va criar a Aarhus i va estudiar lingüística comparada a la Universitat de Copenhaguen, d'on es va llicenciar el 1873. El 1876 fou contractat com a bibliotecari a la biblioteca universitària de la Universitat de Halle-an-der-Saale, i des de 1888 fins a la seva mort fou professor de llengua i literatura eslaves a la Universitat de Copenhaguen.
Verner fou nomenat membre de la Societat de Ciències el 1888, Cavaller de Dannebrog el 1892 i doctor honoris causa per la Universitat de Heidelberg el 1887. Fou també membre de la "Kongelige Danske Videnskabernes Selskab".
Rebé també el premi Bopp el 1877.